# Público (portugisisk tidning)
Público är en ledande portugisisk dagstidning  och nättidning, grundad 1990, som utkommer i Lissabon och Porto, Portugals två största städer.